# Supercopa espanyola de bàsquet femenina 2018
La Supercopa d'Espanya - Liga Dia 2018 fou la setzena edició de la Supercopa espanyola de bàsquet. Se celebrà el 10 d'octubre de 2018 al Pavelló Municipal de Würzburg de Salamanca i fou organitzada per la Federació Espanyola de Basquetbol. Hi competiren el Perfumerias Avenida, com a campió de la Lliga Femenina 2017-18 i de la Copa de la Reina 2018, i l'Spar Citylift Girona, com a subcampió d'ambdues competicions. Disputaren la quarta final de la Supercopa entre gironines i castellanolleoneses. La competició inicià la temporada 2018-19 del bàsquet femení estatal. La final fou retransmesa en directe per Teledeporte.
Es proclamà campió el Perfumerias Avenida, que guanyà el partit per 72 a 62. La final es caracteritzà per la igualtat entre els dos equips es mantingué durant la primera part, mentre que a la segona, el club castellanolleonès establí parcials de 15-10 i 18-15, al tercer i al darrer quart respectivament, que decidiren el partit. Individualment, destacaren la pivot brasilera Érika de Souza, MVP de la competició, 16 punts, 11 rebots i 27 de valoració, per part castellanolleonesa, i la també pivot brasilera Nádia Colhado, màxima anotadora de la final, amb 19 punts, 7 rebots i 16 punts. El  Perfumerias Avenida aconseguí el seu vuitè títol de la Supercopa.

## Final
| En negreta = Equip guanyador Pts = Punts Rebs = Rebots Assis = Assistències Val = Valoració Nota: Noms dels equips segons l'època |

| 10 d'octubre de 2018 21:00 CET Informe Notícia | Perfumerias Avenida                                               | 72–62 | Spar Citylift Girona                                           | Pavelló Municipal de Würzburg, Salamanca Assistència: 2.300 espectadors Àrbitres: Francisco Javier Bravo Loroño, Yasmina Álcaraz Moreno i Laura Piñeiro Amondaray MVP: Érika de Souza (AVE) |
| 10 d'octubre de 2018 21:00 CET Informe Notícia | Resultats per quarts: 19-18, 20-19, 15-10, 18-15                  |       |                                                                | Pavelló Municipal de Würzburg, Salamanca Assistència: 2.300 espectadors Àrbitres: Francisco Javier Bravo Loroño, Yasmina Álcaraz Moreno i Laura Piñeiro Amondaray MVP: Érika de Souza (AVE) |
| 10 d'octubre de 2018 21:00 CET Informe Notícia | Pts: Elonu 17 Rebs: De Souza 11 Assist: Givens 3 Val: De Souza 27 |       | Pts: Colhado 19 Rebs: Murphy 9 Assist: Palau 5 Val: Colhado 16 | Pavelló Municipal de Würzburg, Salamanca Assistència: 2.300 espectadors Àrbitres: Francisco Javier Bravo Loroño, Yasmina Álcaraz Moreno i Laura Piñeiro Amondaray MVP: Érika de Souza (AVE) |

| Perfumerias Avenida | Spar Citylift Girona |

| #          | Jugadora          | Pts | Rbs. | Ass. | Val. |
| ---------- | ----------------- | --- | ---- | ---- | ---- |
| 0          | Angelica Robinson | 12  | 5    | 1    | 11   |
| 2          | Adaora Elonu      | 17  | 3    | 2    | 17   |
| 6          | Sílvia Domínguez  | 2   | 5    | 9    | 12   |
| 7          | Belén Arrojo      | 0   | 0    | 0    | -3   |
| 9          | Elin Eldebrink    | 12  | 3    | 2    | 13   |
| 10         | Maria Asurmendi   | 0   | 0    | 0    | -7   |
| 11         | Aija Putnina      | 7   | 6    | 0    | 9    |
| 14         | Érika de Souza    | 16  | 11   | 2    | 27   |
| 15         | Laura Gil         | 4   | 3    | 0    | -1   |
| 22         | Krisi Givens      | 2   | 2    | 3    | 3    |
| Total      | Total             | 72  | 38   | 19   | 81   |
| Entrenador |                   |     |      |      |      |
| Lino López |                   |     |      |      |      |

| Campió de la Supercopa espanyola 2018 |
| ------------------------------------- |
| Perfumerias Avenida Vuitè títol       |
| MVP                                   |
| Érika de Souza                        |

| #          | Jugadora           | Pts | Rbs. | Ass. | Val. |
| ---------- | ------------------ | --- | ---- | ---- | ---- |
| 2          | Núria Martínez     | 10  | 4    | 3    | 9    |
| 3          | Laia Palau         | 3   | 5    | 5    | 10   |
| 6          | Rosó Buch          | 7   | 1    | 1    | 6    |
| 14         | Eshaya Murphy      | 6   | 9    | 1    | 6    |
| 16         | Helena Oma         | 0   | 1    | 2    | 0    |
| 24         | Keisha Hampton     | 10  | 3    | 1    | 4    |
| 31         | Nadia Colhado      | 19  | 7    | 0    | 16   |
| 44         | Julia Reisingerova | 7   | 4    | 1    | 2    |
| Total      | Total              | 82  | 26   | 18   | 86   |
| Entrenador |                    |     |      |      |      |
| Èric Suris |                    |     |      |      |      |